# Eðvarð Matthíasson
Eðvarð Matthíasson (ur. w latach 1983-1969) – islandzki snookerzysta.

## Kariera
Eðvarð Matthíasson został mistrzem Islandii do lat 21 w 1989 roku. W 1990 dotarł do 1/8 finału mistrzostw świata U21, gdzie przegrał 5:0 z Anglikiem Lee Grantem. Jednak na Mistrzostwach Świata Amatorów w latach 1990 i 1991 odpadł w rundzie wstępnej. W 1993 roku został mistrzem Islandii, pokonując w finale 9:2 Arnara Richardssona. W sezonie 1993/94 po raz pierwszy wziął udział w Main Tourze. Jego najlepszym wynikiem było dotarcie do piątej rundy kwalifikacyjnej podczas Welsh Open i International Open w 1994. Na Mistrzostwach Świata 1994 i 1995 odpadł w pierwszej rundzie kwalifikacyjnej. Pod koniec sezonu 1994/95 osiągnął swoją najlepszą 302 pozycję w rankingach światowych. Po kolejnym sezonie stracił miejsce w Tourze. Dziesięć lat po zdobyciu swojego pierwszego tytułu Eðvarð dotarł do finału mistrzostw Islandii w 2003 roku, ale został pokonany przez Jóhannesa B. Jóhannessona 5:9.

## Finały w karierze

### Turnieje amatorskie 2 (1-1)
| Rezultat  |    | Rok  | Turniej              | Przeciwnik              | Wynik |
| --------- | -- | ---- | -------------------- | ----------------------- | ----- |
| Zwycięzca | 1. | 1993 | Mistrzostwa Islandii | Arnar Richardsson       | 9:2   |
| Finalista | 1. | 2003 | Mistrzostwa Islandii | Jóhannes B. Jóhannesson | 5:9   |